# Castleton, North Yorkshire
Castleton är en by i North Yorkshire i England. Byn är belägen 56,8 km 
från York. Orten har 559 invånare (2016).